# Ткаченко Марія Володимирівна
Марі́я Володи́мирівна Ткаче́нко (5 жовтня 1929, тепер Луганська область — ?) — українська радянська діячка, новатор сільськогосподарського виробництва, доярка колгоспу «Родина» Свердловського району Луганської області. Депутат Верховної Ради УРСР 7-го скликання.

## Біографія
Народилася у селянській родині. Трудову діяльність розпочала у 1945 році колгоспницею колгоспу «Родина» смт Бірюкове Свердловського району Ворошиловградської (Луганської) області.
З 1947 року — доярка колгоспу «Родина» смт Бірюкове Свердловського району Ворошиловградської (Луганської) області. Досягала високих надоїв молока.
Потім — на пенсії у смт Бірюкове Сердловського району (тепер — смт Криничне Довжанського району) Луганської області.

## Нагороди
- орден «Знак Пошани»
- ордени
- медалі